# Conrad Sewell
Conrad Ignatius Mario Maximilian Sewell (sinh ngày 31 tháng 3 năm 1988) là một ca sĩ và người viết bài hát người Úc. Sewell được biết tới nhiều nhất qua màn thể hiện giọng ca trong đĩa đơn "Firestone" của Kygo và đĩa đơn quán quân của chính anh là "Start Again".
Tại lễ trao giải thưởng âm nhạc ARIA 2015, anh đã thắng giải Bài hát của năm cho bài hát "Start Again" và được đề cử cho hai hạng mục khác là Nghệ sĩ đột phá và Bài hát pop xuất sắc nhất. Đĩa đơn thứ tư của anh, có tựa đề là "Remind Me", cũng đã lọt vào nhiều bảng xếp hạng.

## Thời ấu thơ
Lớn lên ở Brisbane, Sewell bắt đầu theo đuổi sự nghiệp âm nhạc từ khi còn nhỏ, đã cho gửi nhiều bản demo bài hát ngay từ khi mới 8 tuổi. Sau đó anh muốn thử vận may với một ban nhạc rock có tên là Sons of Midnight, một ban nhạc tồn tại trong thời gian ngắn. Anh là anh trai của ca sĩ nhạc pop người Úc Grace. Năm 2006, anh chuyển tới sống tại Anh.

## Sự nghiệp
Năm 2004, Sewell tham gia vào vòng thử giọng của mùa 2 cuộc thi Australian Idol, nhưng không qua được vòng thử giọng. Năm 2014, Sewell tham gia sáng tác và thể hiện bài hát đình đám của Kygo, "Firestone". Bài hát là đĩa đơn top 5 ở nhiều nước trên thế giới. Đĩa đơn đầu tay của anh là "Hold Me Up" được sáng tác và sản xuất bởi Brian Lee, The Euroz và Louis Bell. Vào ngày 2 tháng 3 năm 2015, Sewell công bố anh sẽ biểu diễn mở màn cho chuyến lưu diễn của Ed Sheeran tại Úc thông qua một video được đăng tải trên trang Facebook của anh. Anh đã cùng lưu diễn với Sheeran trong 13 ngày trên khắp nước Úc. Vào ngày 12 tháng 6 năm 2015, Live Nation xác nhận Sewell sẽ tham gia chuyến lưu diễn của Maroon 5 vào tháng 9 cùng với một số thông tin về các ngày biểu diễn. Sewell đã hỗ trợ Jess Glynne trong chuyến lưu diễn có tên "Ain't Got Far to Go" tại Anh của cô vào tháng 10 và tháng 11 năm 2015. Vào tháng 10, Sewell thông báo đĩa mở rộng đầu tay của anh, All I Know sẽ được phát hành ngày 13 tháng 11 năm 2015. Anh cũng đã đăng tải các thông tin về ngày biểu diễn tại Úc và New Zealand trong suốt tháng 11. Vào tháng 3 năm 2015, anh được Elvis Duran chọn làm Nghệ sĩ của tháng và được xuất hiện trên chương trình truyền hinhd buổi sáng Today của NBC với người dẫn Kathy Lee Gifford và Hoda Kotb, được phát sóng trên toàn nước Mỹ, trong chương trình anh đã biểu diễn trực tiếp đĩa đơn "Start Again" của mình. Vào tháng 11 năm 2015, tại lễ trao giải thưởng âm nhạc ARIA 2015, Sewell đã thắng giải Bài hát của năm cho bài hát "Start Again". Bài hát cũng được đề cử ở hai hạng mục khác là Nghệ sĩ – Bài hát đột phá và Bài hát pop xuất sắc nhất. Tháng 2 năm 2016, Sewell phát hành "Remind Me" là đĩa đơn từ All I Know. Một tháng sau đó, Coca-Cola cho phát hành một bài hát và video cho chiến dịch mới của họ có tên là "Taste the Feeling". Bài hát có sự thể hiện giọng ca của Sewell và được sản xuất bởi Avicii.

## Danh sách đĩa nhạc

### Đĩa mở rộng
| Tựa đề     | Chi tiết                                                                           | Vị trí xếp hạng cao nhất |
| Tựa đề     | Chi tiết                                                                           | Úc                       |
| ---------- | ---------------------------------------------------------------------------------- | ------------------------ |
| All I Know | - Phát hành: 13 tháng 11 năm 2015 - Định dạng: CD, tải kỹ thuật số - Nhãn đĩa: 300 | 9                        |

### Đĩa đơn

#### Vai trò nghệ sĩ chính
| "Hold Me Up"                                                                                | 2015 | 39 | —  | —   | —  | —  |                  | All I Know          |
| "Start Again"                                                                               | 2015 | 1  | —  | —   | —  | —  | - ARIA: Bạch kim | All I Know          |
| "Who You Lovin"                                                                             | 2015 | 17 | —  | —   | —  | —  | - ARIA: Vàng     | All I Know          |
| "Remind Me"                                                                                 | 2016 | 22 | —  | —   | —  | —  |                  | All I Know          |
| "Taste the Feeling" (với Avicii)                                                            | 2016 | —  | 17 | 136 | 53 | 60 |                  | Đĩa đơn không album |
| Ký hiệu "—" chỉ bản phát hành không được xếp hạng hoặc không được phát hành tại khu vực đó. |      |    |    |     |    |    |                  |                     |

#### Vai trò nghệ sĩ hợp tác
| Tựa đề                                                                                      | Năm  | Vị trí xếp hạng cao nhất | Vị trí xếp hạng cao nhất | Vị trí xếp hạng cao nhất | Vị trí xếp hạng cao nhất | Vị trí xếp hạng cao nhất | Vị trí xếp hạng cao nhất | Vị trí xếp hạng cao nhất | Vị trí xếp hạng cao nhất | Vị trí xếp hạng cao nhất | Vị trí xếp hạng cao nhất | Chứng nhận | Album               |
| Tựa đề                                                                                      | Năm  | Úc                       | Áo                       | Pháp                     | Đức                      | Hà Lan                   | Na Uy                    | Thụy Điển                | Thụy Sỹ                  | Anh Quốc                 | Hoa Kỳ                   | Chứng nhận | Album               |
| ------------------------------------------------------------------------------------------- | ---- | ------------------------ | ------------------------ | ------------------------ | ------------------------ | ------------------------ | ------------------------ | ------------------------ | ------------------------ | ------------------------ | ------------------------ | --- | ------------------- |
| "Firestone" (Kygo hợp tác với Conrad Sewell)                                                | 2014 | 10                       | 5                        | 5                        | 3                        | 4                        | 1                        | 2                        | 4                        | 8                        | 92                       | - ARIA: Bạch kim - BPI: Bạch kim - BVMI: Bạch kim - IFPI NOR: 4× Bạch kim - IFPI SWE: Bạch kim - RIAA: Bạch kim | Cloud Nine          |
| "Braver Love" (Arty hợp tác với Conrad Sewell)                                              | 2015 | —                        | —                        | —                        | —                        | —                        | —                        | —                        | —                        | —                        | —                        | | Glorious            |
| "Little Love" (Kilian & Jo hợp tác với Conrad Sewell)                                       | 2015 | —                        | —                        | —                        | —                        | —                        | —                        | —                        | —                        | —                        | —                        | | Đĩa đơn không album |
| "Secrets" (Cid hợp tác với Conrad Sewell)                                                   | 2017 | —                        | —                        | —                        | —                        | —                        | —                        | —                        | —                        | —                        | —                        | | Đĩa đơn không album |
| "Sex, Love & Water" (Armin van Buuren hợp tác với Conrad Sewell)                            | 2018 | —                        | —                        | —                        | —                        | —                        | —                        | —                        | —                        | —                        | —                        | | Đĩa đơn không album |
| Ký hiệu "—" chỉ bản phát hành không được xếp hạng hoặc không được phát hành tại khu vực đó. |      |                          |                          |                          |                          |                          |                          |                          |                          |                          |                          | |                     |

## Lưu diễn
Chính
All I Know Tour (2015–16)
Biểu diễn mở màn
- Cloud Nine Tour (2014–16) (Kygo)
- x Tour (2015) (Ed Sheeran)
- Maroon 5 Tour (Maroon 5)
- I Cry When I Laugh Tour (2015–16) (Jess Glynne)
- Cheers To The Fall Tour (2016) (Andra Day)